# سویلووا
سویلووا (به صربی: Svileuva) یک منطقهٔ مسکونی در صربستان است که در کوتسیوا واقع شده‌است.